# Ludovico Mazzolino
Ludovico Mazzolino (1480 — 1528) foi um pintor italiano do Renascimento que trabalhou em Ferrara e Bolonha. Nasceu e morreu em Ferrara. Aparentemente estudou com Lorenzo Costa, que também treinou Dosso Dossi e Cosimo Tura. Muitos de seus trabalhos foram encomendados por Ercole I d'Este, de Ferrara. 
Mazzolino foi influenciado por il Garofalo e Boccaccino. Tinha um estilo mais primitivo e conservador. 